# Thelogorgia stellata
Thelogorgia stellata is een zachte koraalsoort uit de familie Keroeididae. De koraalsoort komt uit het geslacht Thelogorgia. Thelogorgia stellata werd in 1992 voor het eerst wetenschappelijk beschreven door Bayer. 